# Boril
|  | Per a altres significats, vegeu «Boril (cortesà)». |

Boril fou un emperador del Segon Imperi Búlgar que regnà entre 1207 i 1218. Fou precedit en el tron per Kaloian de Bulgària, i fou succeït per Ivan II Asen de Bulgària.
Boril era fill d'una germana de Kaloyan, Pere i Ivan Asen, de la que no es coneix el nom. Mort Kaloyan, Boril es va casar amb la seva vídua, una princesa cumana, i es va apoderar del tron. Ivan Asen va fugir de Bulgària permetent a Boril reforçar la seva posició però Aleix Slav no el va reconèixer i va assegurar el seu domini al massís del Ròdope. Boril va marxar cap a Tràcia per reconquerir la regió el maig de 1208 i Enric I de Flandes, l'emperador llatí de Constantinoble va dirigir personalment el seu exèrcit contra Boril, forçant-lo a retirar-se a Philippopolis, on fou derrotat el 8 de juliol. Mentre Boril feia la guerra contra els llatins, Esteve el Primercoronat de Sèrbia va envair Macedònia i va ocupar la terra entre els rius Struma i Vardar concedint els territoris ocupats a Strez però va deixar les tropes sèrbies a la regió per assegurar-se la seva lleialtat.
Boril va llançar campanyes militars sense èxit contra l'Imperi Llatí i el Regne de Tessalònica durant els primers anys del seu regnat. Va convocar el sínode de l'Església búlgara a principis de 1211 que condemnar el bogomilisme per heretgia. Després d'esclatar un aixecament contra ell a Vidin entre 1211 i 1214, va buscar l'ajuda d'Andreu II d'Hongria, que va enviar reforços per reprimir la rebel·lió. Boril desitjava la pau perquè ja s'havia adonat que no seria capaç de recuperar els territoris tracis perduts per l'Imperi Llatí i Enric volia la pau amb Bulgària per reprendre la seva guerra contra Teodor I Làscaris. Després de llargues negociacions, Enric es va casar amb Maria de Bulgària, la fillastra de Boril a finals de 1213 o principis de 1214. Després de la mort d'Enric el 1216, Andreu va deixar Hongria per liderar la Cinquena Croada, i Ivan Assèn ho va aprofitar per tornar a Bulgària, capturant i cegant Boril a Tàrnovo el 1218.